# FC Basel
FC Basel (abreviação de Fußballclub Basel 1893, em português europeu referido apenas como Basileia e como Basel em português brasileiro) é um clube de futebol da cidade de Basileia, na Suíça, membro da "Schweizerischer Fußballverband" (Associação Suíça de Futebol).
O clube joga atualmente na "Raiffesen Super League", a liga mais importante do país. É um dos clubes mais bem-sucedidos do país, tendo ganhado o título nacional 20 vezes (perde apenas para o Grasshopper Club, com 27 títulos). Conquistaram sete títulos nas décadas de 60 e 70, passando por momentos difíceis após isso. Só voltaram a ser um dos clubes de topo do país após a compra do clube por Gisela Oeri, nos anos 2000, quando voltaram a ganhar vários títulos nacionais.
O Basel também é o clube suíço de maior destaque em competições europeias, tendo participado delas por todos os anos consecutivos desde a temporada 1999/2000. Chegaram à final da Copa Intertoto 2001, classificaram-se para a Segunda Fase de Grupos da Liga dos Campeões na temporada de 2002/03 e chegaram às quartas-de-final da Liga Europa na temporada 2005/06. Por fim, na temporada 2011/12, tornaram-se o primeiro clube suíço a se classificar para a fase de grupos da Liga dos Campeões diretamente, sem playoffs, e também o primeiro clube do país a atingir as oitavas-de-final da competição ao terminar a fase de grupos em segundo lugar na sua chave, acima do Manchester United, após uma vitória de 2-1 sobre o time inglês na última rodada.
Na temporada 2012/13, o Basel conseguiu um feito inédito para o futebol do país ao chegar à semi-final da Liga Europa, batendo o Tottenham Hotspur em decisão por pênaltis nas quartas-de-final.
Na temporada 2017/18 o Basel FC conseguiu a melhor campanha de sua história na primeira fase da Champions League, num grupo que contava com os campeões de edições anteriores Manchester United e SL Benfica, além de CSKA Moscou. Na fase de grupos aplicou a vexatória goleada por 5-0 sobre o Sport Lisboa e Benfica, tendo o St. Jakob-Park como palco - sendo esta a maior goleada sofrida pelo clube português em toda a sua história na competição - e aplicou 2-0 em pleno Estádio da Luz na 2ª partida. Na mesma edição também conseguiu uma surpreendente vitória por 1-0 sobre o poderoso Manchester United, também no St. Jakob-Park. O time avançou para a fase eliminatória na 2ª posição do grupo, somando 12 pontos. Pelas oitavas-de-final enfrentou o fortíssimo Manchester City de Guardiola, sendo eliminado após o resultado agregado de 5-2 (derrota por 0-4 na Suíça e vitória por 2-1 na Inglaterra). Apesar da eliminação, o FC Basel foi a primeira equipe a derrotar o Manchester City em seu próprio estádio na temporada 17/18, além de ter conseguido o feito de derrotar os dois grandes times de Manchester em uma mesma edição da Liga dos Campeões da UEFA. Ainda na temporada 17/18, o FC Basel terminou o Campeonato Suíço na 2ª colocação, encerrando uma sequência de 8 títulos consecutivos. Na temporada 19/20 a equipe mais uma vez chega nas quartas de final da Liga Europa, sendo eliminados pelo Shakhtar Donetsk.

## Escudo
O escudo do FC Basel é dividido ao meio entre as duas cores da equipe: o azul e o vermelho. Possui ainda um contorno em amarelo-ouro (por vezes também utilizado em pequenos detalhes nos uniformes da equipe) e as iniciais do clube FCB estilizadas no meio do emblema . As estrelas sobre o escudo simbolizam um total de 10 campeonatos nacionais cada, sendo que a equipe passou a ostentar 2 estrelas a partir de 17/18, após a 20ª conquista da Liga Suíça.
Na temporada 18/19 a equipe utilizará seu escudo antigo para celebrar os 125 anos de sua fundação, com pequenas alterações cosméticas, mas mantendo um padrão similar de design.

## Principais Títulos

### Nacionais
- Campeonato Suíço: 21

(1952/53, 1966/67, 1968/69, 1969/70, 1971/72, 1972/73, 1976/77, 1979/80, 2001/02, 2003/04, 2004/05, 2007/08, 2009/10, 2010/11, 2011/12, 2012/13, 2013/14, 2014/15, 2015/16, 2016/17 e 2024/25)
- Copa da Suíça: 13

(1933, 1947, 1963, 1967, 1975, 2002, 2003, 2007, 2008, 2010, 2012, 2017 e 2019)
- Copa da Liga Suíça: 1

(1972)

### Títulos Amistosos
- Uhrencup: 12

(1969, 1970, 1978, 1979, 1980, 1983, 1986, 1988, 2003, 2006, 2008 e 2011)

## Histórico

### Classificações
| Temporada | Pos. | Pts.   | J  | V  | E  | D | G.M. | G.S. | Saldo |
| 2018-2019 | 2    | 71 pts | 36 | 20 | 11 | 5 | 71   | 46   | +25   |
| 2017-2018 | 2    | 69 pts | 36 | 20 | 9  | 7 | 72   | 36   | +36   |
| 2016-2017 | 1    | 86 pts | 36 | 26 | 8  | 2 | 92   | 35   | +57   |
| 2015-2016 | 1    | 83 pts | 36 | 26 | 5  | 5 | 88   | 38   | +50   |
| 2014-2015 | 1    | 78 pts | 36 | 24 | 6  | 6 | 84   | 41   | +43   |
| 2013-2014 | 1    | 72 pts | 36 | 19 | 15 | 2 | 70   | 34   | +36   |
| 2012-2013 | 1    | 72 pts | 36 | 21 | 9  | 6 | 61   | 31   | +30   |
| 2011-2012 | 1    | 74 pts | 34 | 22 | 8  | 4 | 78   | 32   | +46   |
| 2010-2011 | 1    | 73 pts | 36 | 21 | 10 | 5 | 76   | 44   | +32   |
| 2009-2010 | 1    | 80 pts | 36 | 25 | 5  | 6 | 90   | 46   | +44   |
| 2008-2009 | 3    | 72 pts | 36 | 22 | 6  | 8 | 72   | 44   | +28   |
| 2007-2008 | 1    | 74 pts | 36 | 22 | 8  | 6 | 73   | 39   | +34   |
| 2006-2007 | 2    | 74 pts | 36 | 22 | 8  | 6 | 77   | 40   | +37   |
| 2005-2006 | 2    | 78 pts | 36 | 23 | 9  | 4 | 87   | 42   | +45   |
| 2004-2005 | 1    | 70 pts | 34 | 21 | 7  | 6 | 81   | 45   | +36   |
| 2003-2004 | 1    | 85 pts | 36 | 26 | 7  | 3 | 86   | 32   | +54   |

## Elenco
Última atualização: 20 de agosto de 2025.

## Jogadores notáveis
| Suiços - Alexander Frei - Breel Embolo - Eren Derdiyok - Fabian Frei - Fabian Schär - Gökhan Inler - Granit Xhaka - Hakan Yakin - Josef Hügi - Manuel Akanji - Marco Streller - Michael Lang - Murat Yakin - Philipp Degen - Timm Klose - Valentin Stocker - Xherdan Shaqiri - Yann Sommer | Estrangeiros - Mohamed Elneny - Mohamed Salah - Matías Delgado - Walter Samuel - Aleksandar Dragović - Marc Janko - Zdravko Kuzmanović - Felipe Caicedo - Ivan Rakitić - José Gonçalves - Marcelo Díaz - Park Joo Ho - Teófilo Cubillas |

## Uniformes

### Uniformes dos jogadores
- 1º Uniforme - Camisa vermelha, calção e meias azuis;
- 2º Uniforme - Camisa branca, calção e meias brancas;
- 3º Uniforme - Camisa preta, calção e meias pretas.

| Primeiro | Segundo | Terceiro |  |

### Uniformes anteriores
- 2018-19

| Primeiro | Segundo |  |

- 2017-18

| Primeiro | Segundo |  |

- 2015-16

| Primeiro | Segundo |  |

- 2014-15

| Primeiro | Segundo |  |

- 2013-14

| Primeiro | Segundo |  |

- 2012-13

| Primeiro | Segundo |  |

- 2011-12

| Primeiro | Segundo | Terceiro |  |

## Sedes e estádios

### St. Jakob-Park

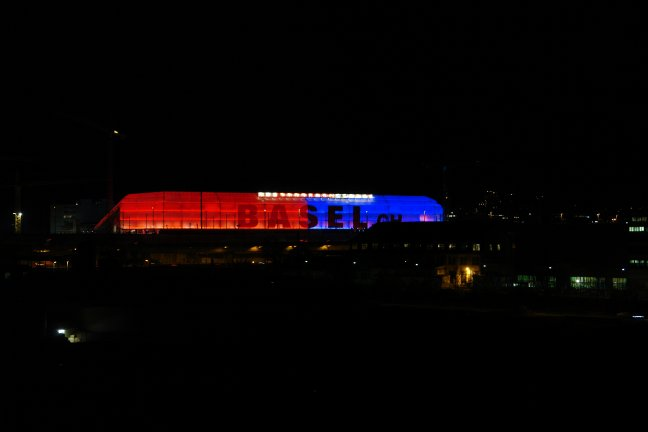
Vista noturna do St. Jakob-Park.

A casa do FC Basel é o St. Jakob-Park. O estádio foi originalmente construído para a Copa do Mundo FIFA de 1954, quando passou a ser utilizado pelo FCB para os jogos como mandante. Em 2001 foi inaugurado o novo St. Jakob-Park.
A UEFA atribuiu ao estádio uma avaliação de 4 estrelas, a maior que pode ser atribuída a um estádio dessa capacidade. Originalmente, o St. Jakob-Park tinha uma capacidade máxima de 33.433 lugares quando foi inaugurado, em 2001. O estádio foi uma das sedes da UEFA Euro 2008 e teve a capacidade ampliada para 42.500 lugares. Após o torneio, uma parte dos lugares foi removida e a capacidade reduzida para 37.500, que é a lotação máxima adotada para as partidas do FC Basel.
O estádio foi apelidado de "Joggeli", um apelido comum na região para o nome "Jakob". O estádio conta com dois restaurantes, um centro de compras, um estacionamento e ainda com uma estação de trem. Conta ainda com um efeito de iluminação para a parte externa, podendo variar a cor da iluminação para dar efeitos de grandiosidade ao estádio. É o mesmo tipo de efeito seria utlizado pelo FC Bayern München em seu estádio (a Allianz Arena), anos mais tarde.

### Landhof e Schützenmatte
Antes da construção do antigo St. Jakob-Park, o FC Basel mandava seus jogos no estádio Landhof, até que o novo estádio foi construído no mesmo lugar. Durante a construção do St. Jakob-Park, os jogos como mandantes foram disputados no Stadion Schützenmatte.

## Rivalidades
Os principais rivais da equipe do FC Basel são os clubes de Zurique Grasshopper Club Zürich e FC Zürich, principalmente devido à rivalidade já existente entre as duas cidades. A rivalidade com FC Zürich se intensificou pelos recentes resultados positivos conquistados pela equipe de Zurique sobre a equipe de Basileia, inclusive resultando em problemas extra-campo entre os torcedores das duas equipes.
O BSC Young Boys, apesar de ser da cidade de Berna, também é um dos grandes rivais do FC Basel, especialmente pelas recentes mas constantes
disputas pelo topo da tabela na Super Liga Suíça, que resultaram em muitos campeonatos vencidos pelo Basel tendo o Young Boys terminando na 2ª colocação. Em 17/18 o campeonato foi vencido pelo YB e o FCB terminou em 2º colocado.
Também há uma rivalidade local com o BSC Old Boys, equipe também estabelecida em Basileia, mas com os encontros menos frequentes causados pelas diferentes divisões que as equipes disputam.

## FC Basel II e Concordia Basel
O FC Basel conta com um time secundário, que disputa divisões inferiores do Campeonato Suíço de Futebol. A equipe é usada principalmente para que jogadores jovens ganhem experiência antes de subirem ao time principal. Não é incomum que esses jovens jogadores alternem entre a equipe principal e secundária na mesma temporada.
Além da equipe secundária, há também uma associação com o FC Concordia Basel, um clube satélite que também disputa divisões inferiores. Dentre os talentos surgidos através do Concordia Basel estão os irmãos Hakan e Murat Yakin e também os irmãos Granit e Taulant Xhaka.

## Curiosidades
- Roger Federer, famoso e vitorioso tenista nascido em Basileia, é torcedor declarado da equipe.
- Um dos principais fundadores do FC Barcelona, Hans Gamper (ou Joan Gamper, como é conhecido em catalão), jogou pela equipe de Basileia e foi inclusive um dos primeiros capitães do FC Basel. Uma das teorias diz que, ao fundar o clube da Catalunha, optou por adotar as cores azul e vermelho inspirado pelo FC Basel. Gamper também participou da fundação de um dos principais rivais do Basel, o FC Zürich.